# تالحوالت (مستغمر)
تالحوالت هي إحدى مشيخات المملكة المغربية، تتبع جغرافيا لإقليم تاوريرت وإداريًا لمستغمر. يقدر عدد سكانها بـ 1327 نسمة حسب الإحصاء الرسمي للسكان والسكنى لسنة 2004.